# Karveli
Karveli este o așezare în Grecia în prefectura Messinia.